# 1947 en dadaïsme et surréalisme
Pour l'année, voir 1947.
 Chronologie de dada et du surréalisme 
- 1943
- 1944
- 1945
- 1946
- 1947
- 1948
- 1949
- 1950
- 1951

Cet article présente les faits marquants de l'année 1947 en dadaïsme et surréalisme.

## Éphémérides

### Janvier
- 1er janvier
Victor Brauner, Le Surréaliste, huile sur toile[1]

- 3 janvier
Jean Dubuffet, Artaud au houppes[2]

- 13 janvier
Antonin Artaud lit l' Histoire vécue d'Artaud le Mômo au théâtre du Vieux-Colombier[3].

### Février
- 1er février
André Breton, Ode à Charles Fourier avec des illustrations de Frederick J. Kiesler par les éditions de la revue Fontaine[4].

- 15 février
Exposition Blood flame à la Hugo Gallery de New York organisée par Nicolas Calas avec des œuvres de Arshile Gorky, David Hare, Frederick J. Kiesler, Wifredo Lam et Matta[5].

- Dans le 3e numéro de la revue Les Deux sœurs, Christian Dotremont développe sur 35 pages la notion de « surréalisme révolutionnaire » : « Il semble aujourd'hui qu'il n'y ait plus de surréalisme si même il semble y avoir tant de surréalistes [...] Le surréalisme ne peut être que révolutionnaire que s'il excède le plan expérimentale - et il l'excède - naturellement. »[6]

### Mars
- 17 mars
Conférence Le Surréalisme et l'après-guerre donnée par Tristan Tzara à la Sorbonne qui reproche directement à André Breton son exil aux États-Unis pendant la guerre, et présente comme vaines toutes reprises des activités surréalistes. Il affirme le principe de « l’interdépendance de l’action et de la pensée révolutionnaire ». Vives réactions et bagarres provoquées par les surréalistes qui lancent des invectives contradictoires[7],[8],[9].

### Avril
- 4 avril
Le quotidien L'Humanité s'en prend à André Breton « qui fut l'hôte de Trotsky, le plus grand serviteur de la police politique internationale contre le mouvement ouvrier. »[réf. nécessaire]

- Breton donne sa signature à un communiqué défendant Paul Nizan d'accusations portées à son encontre par Louis Aragon[réf. nécessaire]

- Publication du tract collectif Liberté est un mot vietnamien contre l'expédition militaire française en Indochine : « Y a-t-il une guerre en Indochine ? On s'en douterait à peine : les journaux de la France «libre», soumis plus que jamais à la consigne, font le silence. »[10]

- Rencontre Breton / Jean Dubuffet. Ils projettent de créer une Société de l'Art Brut sous la forme d'une S.A.R.L.[11].

### Mai
- 31 mai
Dans un entretien avec Dominique Arban pour le quotidien Combat, André Breton déclare : « La passion reste la conscience du mouvement surréaliste. »[12]

- Dans la revue Les Temps modernes, Jean-Paul Sartre considère les surréalistes en général, Breton en particulier, comme des « écrivains bourgeois »[13]

- Noël Arnaud et d'autres surréalistes se disant « révolutionnaires et favorables au Parti communiste », tiennent des réunions et en publient des comptes rendus comme « Pour déséquivoquer le surréalisme français »[réf. nécessaire]

### Juin
- 3 juin
Exposition Toyen à Paris, galerie Denise René. André Breton préface le catalogue[11].

- 7 juin
Christian Dotremont et Jean Seeger écrivent et publient à Bruxelles, le tract Pas de quartier dans la révolution ! Les surréalistes parisiens répondent par le Manifeste des surréalistes révolutionnaires en France[14].

- 8 juin
André Breton rappelle les calomnies d'un parti bannissant « la libre discussion dans les organismes révolutionnaires » et invite ceux qui prétendent « déséquivoquer » à « assainir l'air » autour d'eux-mêmes[réf. nécessaire]

- Dans Le Surréalisme contre la Révolution, Roger Vailland accuse Breton de réviser l'histoire de la littérature et de la philosophie du point de vue du surréalisme[15].

- Les surréalistes parisiens regroupés sous le nom de Cause répliquent par la déclaration collective Rupture inaugurale pour « définir son attitude préjudicielle à l'égard de toute politique partisane. » Ce tract est signé par près de cinquante personnalités se réclamant du surréalisme[16].

- Breton, Arcane 17, première publication en France aux éditions du Sagittaire[17].

### Juillet
- 1er juillet
Publication de La Cause est entendue, tract rédigé par des surréalistes belges, à l'exception de René Magritte, Marcel Mariën et Paul Nougé, et français : « Le surréalisme sera ce qu'il n'est plus. »[18].

- 7 juillet
Exposition internationale du surréalisme à Paris, intitulée Le Surréalisme en 1947, à la galerie Maeght, organisée par André Breton (auteur de la préface du catalogue) et, depuis New-York, Marcel Duchamp[19].
Œuvres exposées :
  - Victor Brauner
    - Conglomeros, sculpture,
    - Le Loup-table, objet,

  - Marcel Duchamp
    - Prière de toucher, sein en mousse sur la couverture du catalogue,
    - Le Rayon vert, photo-objet,

  - Jindrich Heisler
    - Jeanne Sabrenas, installation intitulée autel,

  - Jacques Hérold
    - L'Autel des Grands Transparents, installation : « un personnage ubuesque rassemblant la lune et le soleil, dans la tête une perspective de cristaux, une main brûlante, l’autre tenant un fil à plomb à l’envers, signe de l’antigravitation, le ventre creux, avec un miroir dans lequel on se voit tout petit et à l’envers. A côté de lui, sa nourriture : les deux hémisphères terrestres, comme des œufs sur le plat. »[20],

  - Frederick J. Kiesler
    - Salle des superstitions, installation,
    - Figure anti-tabou, sculpture,
    - Totem for all religions, sculpture,

  - Wifredo Lam
    - Autel pour la chevelure de Falmer des Chants de Maldoror, installation,

  - Émile Malespine
    - Kissogrammes (empreintes de bouches)[21]

  - Kurt Seligmann
    - Le Feu, objet.

- 12 juillet
Le Manifeste des surréalistes révolutionnaires accuse André Breton de ne pas répondre aux urgences de l'heure et affirme la fidélité au Parti communiste français[22].

- Première exposition parisienne de Matta à la galerie René Drouin. Le catalogue publie un texte d'André Breton de 1944, La perle est gâtée à mes yeux…[17].

### Octobre
- Sarane Alexandrian, Poésie et objectivité, manifeste publié dans la revue Fontaine. André Breton considère Alexandrian comme le porte-parole de la nouvelle génération surréaliste[23].

- À Lisbonne, création d'un groupe surréaliste à l'initiative d'écrivains, peintres et poètes dont Fernando Azevedo, Mário Cesariny et Alexandre O'Neill[24].

### Novembre
- 4 novembre
À Prague, reprise d'une partie de l'exposition parisienne Surréalisme international à l'initiative de Toyen et Jindrich Heisler. André Breton écrit une nouvelle préface au catalogue où il se montre aussi intransigeant sur la nécessité de combattre l'art dit « dégénéré » que celui dit « décadent bourgeois »[25] Œuvre présentée : 
  - Toyen, La Fenêtre de « Magna sed apta », objet, d'après le roman Peter Ibbetson de George du Maurier[26].

- 22 novembre
Antonin Artaud enregistre pour la radio Pour en finir avec le jugement de Dieu avec les participations de Maria Casarès, Paule Thévenin et Roger Blin[27].

- Exposition à Paris, à la galerie Maeght, de la peintre algérienne Baya, 16 ans, pauvre et analphabète. André Breton signe la préface du catalogue : « Baya qui tient et ranime le rameau d’or. »[28]

### Décembre
- 15 décembre
Antonin Artaud, Van Gogh le suicidé de la société[29]

## Cette année-là
- Tzara est naturalisé français et adhère au parti communiste[30].

- Première exposition monographique de Pierre Alechinsky à Bruxelles. Il rencontre René Magritte à cette occasion[réf. nécessaire]

- Au Danemark, publication d'une anthologie de poèmes surréalistes Tvilens plageaand, la première du genre après la guerre, édité par le poète Steen Colding : diffusion limitée en raison de la langue[31].

- Parution de la revue La Grasse matinée créée et dirigée par Christian Dotremont et Jean Seeger[32].

- En réponse à l'Ode à Charles Fourier d'André Breton, Dotremont publie l' Ode à Karl Marx, tandis que les « surréalistes révolutionnaires de France et de Belgique » publient le tract URSS capitale Moscou, témoin du rapprochement de ses membres avec les partis communistes belge et français[33].

- Georges Henein créé les éditions et les cahiers La Part du sable : « Pourquoi La Part du sable ? À cause de cette matière qui est en nous avant que d'être dans la nature, à la fois apaisante et égarante, conductrice et dislocatrice, plage où l'on aborde et piste déjà effacée. »[34].

- Première exposition parisienne de Jacques Hérold à la Galerie des Cahiers d'Art[35].

- Le peintre canadien Jean-Paul Riopelle s'installe à Paris et participe aux activités des surréalistes[réf. nécessaire]

## Œuvres
- Marion Adnams
  - Medusa grown old, huile sur panneau[36]
- Jean Arp
  - Ombre chinoise, pierre de Brouzé[37]
- Antonin Artaud
  - Autoportrait, crayon sur papier
  - Van Gogh le suicidé de la société[38] : « Mais comment faire comprendre à un savant qu'il y a quelque chose de définitivement déréglé dans le calcul différentiel, la théorie des quanta, ou les obscènes et si niaisement liturgiques ordalies de la précession des équinoxes, - de par cet édredon rose crevette que Van Gogh fait si doucement mousser à une place élue de son lit, de par la petite insurrection « vert Véronèse », azur trempé de cette barque devant laquelle une blanchisseuse d'Auvers-sur-Oise se relève de travailler, de par aussi ce soleil vissé derrière l'angle gris du clocher du village, en pointe, là-bas, au fond ; devant cette masse énorme de terre qui, au premier plan de la musique, cherche la vague où se congeler. »
- Rachel Baes
  - L'Écolière, huile sur toile[39]
- Baya
  - Les Amoureux, huile sur toile[40]
  - Femme et enfant bleu, huile ou gouache sur toile[41]
- Maurice Blanchard
  - La Hauteur des murs, poèmes : « Comme l'eau de la solitude, mes feuilles imitent les oiseaux / comme les mains de l'avare, elles quittent mes rameaux / une à une, pour jouer un instant encore avec l'or du soleil / danseuses de la mort. »[42]
- Francis Bouvet
  - Le Monde défenestré, huile sur toile[43]
  - Seulement ma petite ombre, objet[44]
- Victor Brauner
  - Les Amoureux, messagers du nombre, huile sur toile[45]
  - Cérémonie, huile sur drap de coton[46]
  - Conglomeros, sculpture[47]
  - Le Loup-table, objet « désagréable » : bois et éléments de renard naturalisé[48]
  - Maison hantée, huile sur toile[49]
  - Le Surréaliste, huile sur toile[50]
- André Breton
  - Arcane 17, récit[51]
  - Devant le rideau, préface au catalogue de l'exposition internationale du Surréalisme : « Selon l'heureuse formule de nos amis de Bucarest, « la connaissance par la méconnaissance » demeure le grand mot d'ordre surréaliste. Rejetons la démonstration rationnelle pour la foi dans le savoir. Rejetons les haillons pourris de la mémoire pour l'inspiration. »[52]
  - Ode à Charles Fourier[38] : « Je te salue de la Forêt Pétrifiée de la culture humaine / Où plus rien n'est debout / Mais où rôdent de grandes lueurs tournoyantes / Qui t'appellent la délivrance du feuillage et de l'oiseau / De tes doigts part la sève des arbres en fleurs / Que les plus vertigineux autostrades ne laissent pas de nous faire regretter ton trottoir à zèbres / Que l'Europe prête à voler en poudre n'a trouvé rien de plus expédient que de prendre des mesures de défense contre les confetti / Et que parmi les exercices chorégraphiques que tu suggérais de multiplier / Il serait peut-être temps d'omettre ceux du fusil et de l'encensoir »
- Leonora Carrington
  - The Pomp of the subsoil, huile sur toile[53]
- Malcolm de Chazal
  - Sens plastique II, écrit[38]
- Mário Cesariny
  - L'Ouvrier, encre blanche sur toile noire[54]
- Aloïse Corbaz
  - Benito Cereno, crayons de couleur[55]
- Paul Delvaux
  - Le Nu et le mannequin, huile sur toile[56]
- Oscar Dominguez
  - Les Deux qui se croisent, recueil de poèmes[57]
- Jacques Doucet
  - Un... deux... trois... quatre..., gouache sur papier[58]
- Jean Dubuffet
  - Artaud au houppes
- Marcel Duchamp
  - Prière de toucher, sein en mousse de latex naturel collée sur velour noir, découpé et collé sur carton avec inscription au pochoir[59],
- Le Rayon vert, photo-objet[60]
- Paul Eluard & Man Ray
  - Les Mains libres, poèmes et dessins[61]
- Max Ernst
  - Capricorn, sculpture[62]
  - L'Heure bleue, huile sur toile[63]
  - Mouche non euclidienne, huile sur toile[64]
  - Le Surréalisme et la peinture, huile sur toile[65]
- Claude Gauvreau
  - Bien-être, objet dramatique[66]
- Yvan Goll
  - Le Mythe de la roche percée, illustré d'un dessin d'Yves Tanguy[67]
- Arshile Gorky
  - Agony, huile sur toile[68]
  - Fiançailles II, huile sur toile[69]
  - Soft night, huile, encre et crayon conté sur toile[70]
- Karl-Otto Götz
  - Turmpflanzen, monotype
- Georges Henein
  - Ubu, Dada, Hitler
  - Un temps de petite fille, écrits[71]
- Jindrich Heisler
  - Cache-toi, guerre, poème sur un cycle de dessins de Toyen : « Il ne s'agit ni d'inimitié ni d'amour / Les couchers de soleil accompagnés de papiers glacés / et flâneurs sont suivis par des vides déserts / sur lesquels apparaissent de vieux objets / abandonnés qui se joignent à la circulation / se mordant mutuellement / et qui tâchent de croître / si possible l'un dans l'autre / afin d'atteindre leur but / convenir à tout »[72]
  - Jeanne Sabrenas, installation[73]
- Jacques Herold
  - Le Grand transparent, bronze[74]
- Rozeta Hudji
  - Paysage de fantaisie, huile sur toile[75]
- Hector Hyppolite
  - Papa Lauco, gouache[76]
- Maria Izquierdo
  - Stueño y presentimiento, huile sur toile[77]
- Frederick J. Kiesler
  - Figure anti-tabou, sculpture[réf. nécessaire]
  - Salle des superstitions, installation[78],
  - Totem for all religions, sculpture : bois et cordage[79]
- Wifredo Lam
  - Les Noces, huile sur toile
  - Tête (Canaïma), huile sur papier marouflé sur toile[80]
- Marcel Lefrancq
  - La Chute de l'empire d'Orient, collage photographique[81]
  - Les Escales de la haute nuit, dessin : crayon noir sur papier[82]
  - Pastorale, pellicule brûlée[83]
- René Magritte
  - La Grande famille, huile sur toile[84]
  - La Philosophie dans le boudoir, huile sur toile[85]
- Émile Malespine
  - Kissogrammes (empreintes de bouche)[47]
- Maria Martins
  - Le Guerrier, bronze sur socle en marbre noir[86]
  - l'Impossible, objet[87]
- Matta
  - Le Pèlerin du doute, huile sur toile
- Norman McLaren
  - Fiddle de Dee, film d'animation, 3 min 22 s[88]
- Wolfgang Paalen
  - Selam trilogy, huile sur toile[89]
- Alfred Pellan
  - Citrons ultra-violets, huile sur toile[réf. nécessaire]
- Benjamin Péret
  - Feu central, illustré d'une eau-forte et de quatre dessins d'Yves Tanguy[90]
- Edith Rimmington
  - Collectors of spare time, crayon, encre, aquarelle sur papier[91]
- Jean-Paul Riopelle
  - Nadaka, huile sur toile[92]
- Kay Sage
  - Festa, huile sur toile[93]
  - Magic lantern, huile sur toile[94]
- Georges Schehadé
  - Rodogune Sinne, texte dramatique
- Louis Scutenaire
  - Les Vacances d'un enfant, roman
- Kurt Seligmann
  - Le Feu, objet[95]
- Henri Storck
  - Le Monde de Paul Delvaux, film, commenté par Paul Eluard[96]
- Dorothea Tanning
  - Un tableau très heureux, huile sur toile[97]
- Toyen
  - La Fenêtre de « Magna sed apta », objet
- Clovis Trouille
  - Mon tombeau, huile sur toile. André Breton : « Il peint avec des charbons ardents. »
- Isabelle Waldberg
  - Palais, sculpture : bois, ficelle, métal[98]
- Robert Willems
  - The Saturday Evening Post, collage[99]